# Gymnogryllus contractus
Gymnogryllus contractus är en insektsart som beskrevs av Liu, Jupeng, Haisheng Yin och Xiangwei Liu 1995. Gymnogryllus contractus ingår i släktet Gymnogryllus och familjen syrsor. Inga underarter finns listade i Catalogue of Life.